# Listă de benzi desenate științifico-fantastice

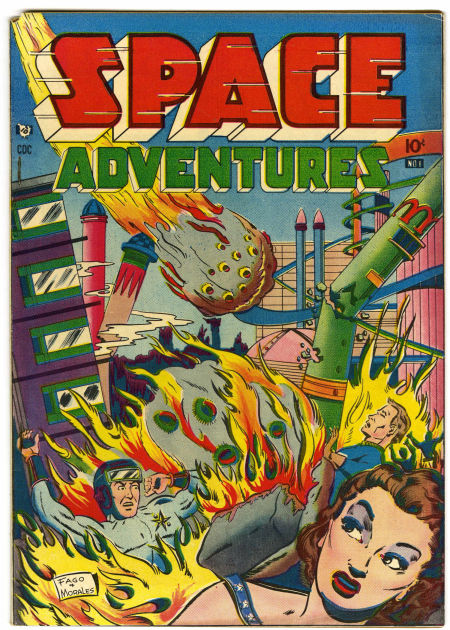

Aceasta este o listă de benzi desenate de factură science fiction în ordine alfabetică.

## A
- ABC Warriors, Pat Mills, Tony Skinner, Kevin Walker, Jason Brashill, Clint Langley, editura Fleetway (Zenda/Arboris în Franța)
- Akira, Katsuhiro Otomo, editura Kodansha (Glénat în Franța), 1984-
- L'Ancêtre programmé, 5 volume,  editura les Humanoïdes Associés, Transgénèse, ciclul 1
- Appleseed, 5 volume, Masamune Shirow, editura Sinshinsha (Glénat în Franța), 1989-1993
- Aquablue, Thierry Cailleteau, Olivier Vatine și Ciro Tota, editura  Delcourt, 1989-
- Les Arcanes du Midi-Minuit, 5 volume, Jean-Charles Gaudin, editura Chez Soleil, 2002-
- Arzach, Moebius, editura les Humanoïdes Associés
- L'Autre Monde, 2 volume, Rodolphe, Florence Magnin, editura Dargaud, 1991-1992
- Aldébaran, 5 volume, Leo, editura Dargaud, Les Mondes d'Aldébaran, ciclul 1
- Antares, 2 volume, Leo, editura Dargaud, Les Mondes d'Aldébaran, ciclul 3
- Après l'Incal, Alejandro Jodorowsky și Moebius, editura les Humanoïdes Associés
- Atomic War
- Avant l'Incal, 6 volume, Alejandro Jodorowsky și Zoran Janjetov, editura les Humanoïdes Associés

## B

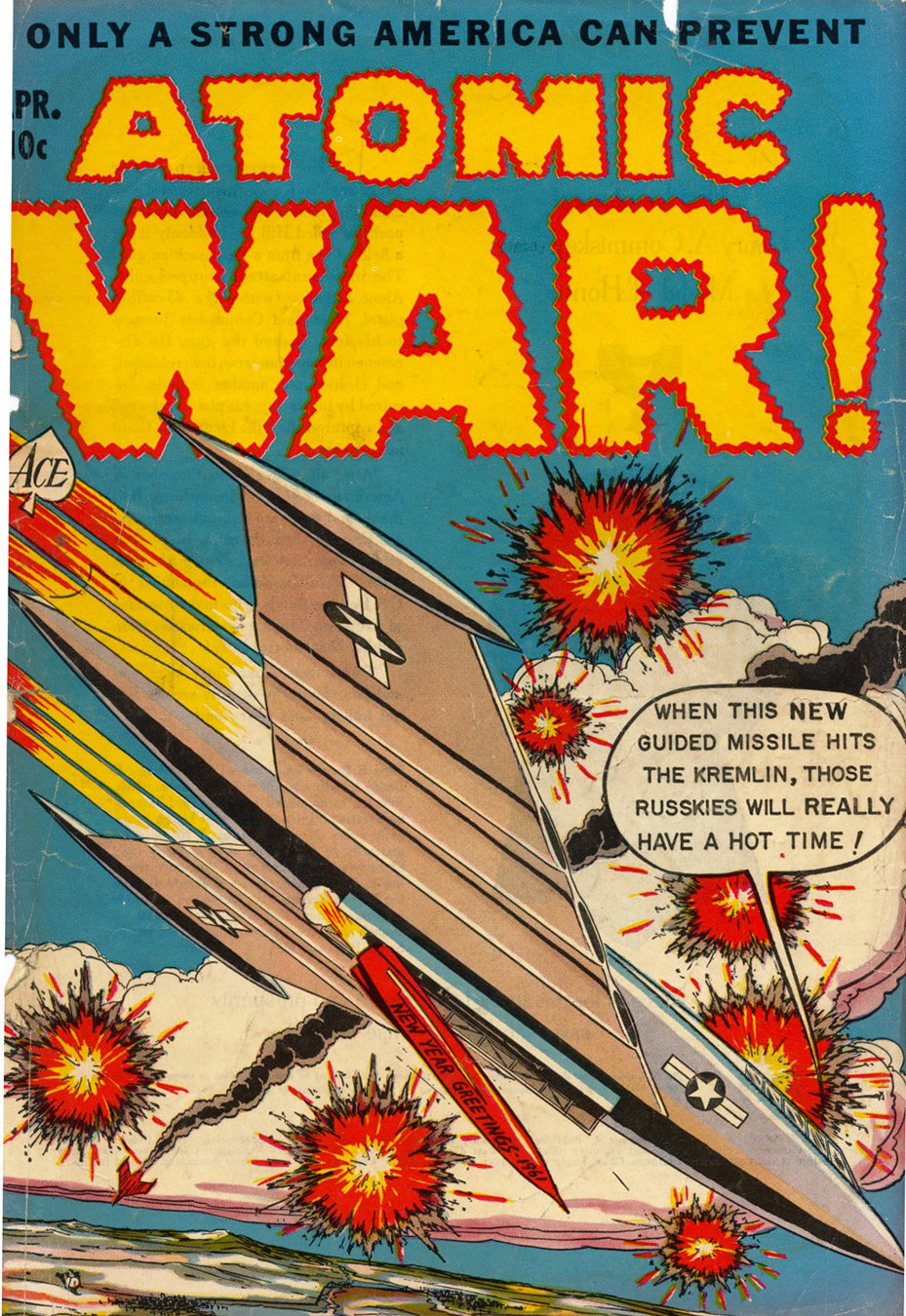

- La Balade de Halo Jones, Alan Moore și Ian Gibson, editura Fleetway (Zenda în Franța), 1980-
- Le Bataillon des lâches, Richard Marazano, editura Carabas, 2000
- Batman, editura DC Comics
- Bételgeuse, 5 volume, Leo, editura Dargaud, Les Mondes d'Aldébaran, ciclul 2
- BLAME !, 10T, Tsutomu Nihei, editura Kodansha Ltd, Tokyo (Glénat Franța), 2000-2003
- Buck Rogers

## C
- Carmen Mc Callum, Fred Duval șo Gess, editura Delcourt
- La caste des méta-barons, Alejandro Jodorowsky și Juan Gimenez, editura les Humanoïdes Associés
- Chobits, CLAMP, editura Pika Édition
- Chroniques de la terre fixe — Le monde d'Arkadi, Caza, editura Delcourt, 1999-
- Cœurs sanglants, Pierre Christin și Enki Bilal, editura Dargaud, 1988
- La Compagnie des glaces, Jotim, după un roman de G-J Arnaud, editura Dargaud, 2003-
- Cryozone, 2 volume, Thierry Cailleteau și Denis Bajram, editura Delcourt, 1996-1998
- Le Cycle de Cyann, François Bourgeon și Claude Lacroix, editura Casterman

## D
- Daredevil, editura Marvel Comics

Marvel Comics, logo.

- Demain les dauphins, Miguelanxo Prado, 1988
- Le Dernier Troyen, editura Soleil
- Druuna,  editura Bagheera

## E
- Edena, le monde d'
- El Eternauta
- Les Entremondes, Patrice Larcenet, Manu Larcenet, editura Dargaud, 2000-
- Exterminateur 17, Jean-Pierre Dionnet și Enki Bilal, editura les Humanoïdes Associés, 1979
- EPIC, editura Aredit, 1980–1985

## F
- Fantastic Four, Marvel Comics, noiembrie 1961
- Fergonautul de Viorel Pîrligras. Episoadele Un animal fantastic (Almanahul Anticipația 1984), Stare nevrotică algoritmică în efectuarea cubului Rubik-fergonaut (almanahul Știință și Tehnică 1985), Noile frontiere ale cunoașterii fergonautului (almanahul Știință și Tehnică, 1987), Totul despre Fergonaut și sex (Realitatea Bănățeană, 1995).
- Fides,  editura les Humanoïdes Associés, Transgénèse, ciclul 2
- Flash, editura DC Comics
- Flash Gordon, editura Serg, Slatkine, Soleil
- Le Fléau des dieux, editura Soleil

## G
- Le Garage hermétique, Moebius, editura les Humanoïdes Associés, 1979
- Les Gardiens du Maser, Massimiliano Frezzato
- Ghost in the Shell, Masamune Shirow, editura Kodansha (Glénat Glénat în Franța), 1991-
- Green Lantern, editura DC Comics
- Grendel, Matt Wagner, Patrick McEown, Bernie Mircault, Katheryn Delaney, editura Comico Comics, Dark Horse, 1993-
- La Guerre éternelle, Joe Haldeman și Marvano, editura Dupuis

## H
- H.A.N.D., de Pierre Pelot și Emmanuel Vegliona, ed. Dupuis
- HK, de Kevin Hérault, ed. Glénat, personajul principal este Karl Hollister
- L'Homme est-il bon ?, Moebius, ed. les Humanoïdes Associés, 1984

## I
- L'Incal (Aventurile lui John Difool), 6T, Alejandro Jodorowsky și Moebius, ed. les Humanoïdes Associés, 1981-1988
- L'Impondérable, Alain Maindron, ed. Albin Michel, 2001-

## J
- Je suis légion, Fabien Nury și John Cassaday, ed. Les Humanoïdes Associés, 2004.
- Judge Dredd, creată de John Wagner și Carlos Ezquerra
- Juan Solo, scenariul Alexandro Jodorowsky și desenată de Bess Georges, ed. Les Humanoïdes Associés, 1955-1999, 4 volume.

## K
- Kenya, 4 volume, Rodolphe și Leo, ed. Dargaud
- Kookaburra, 9 volume, creată de Crisse, ed. Soleil Productions

## L
- Libre à jamais, Joe Haldeman și Marvano, ed. Dargaud
- The League of Extraordinary Gentlemen, Alan Moore și Kevin O'Neill
- Lone Sloane, Philippe Druillet, ed. Dargaud/Albin Michel
- The Long Tomorrow, Dan O'Bannon și Mœbius, 1975-1976
- Luc Orient, Eddy Paape - Greg, ed. Le Lombard, 1969-1994

## M

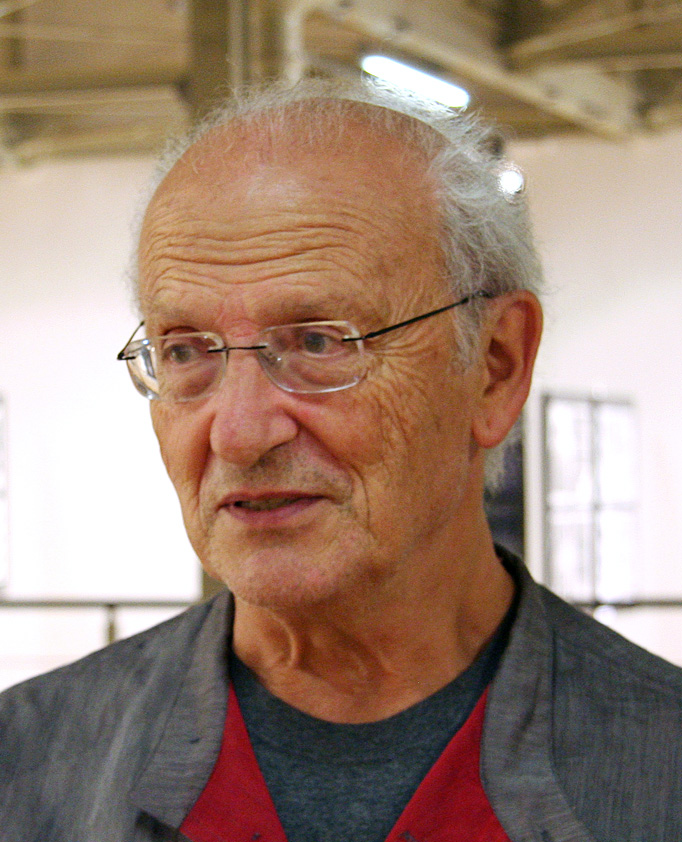
Jean Giraud sau Moebius, francez, autor de benzi desenate

- Mage,  Matt Wagner, Volumul 1 The Hero Discovered a fost publicat de editura Comico din februarie 1984 până în decembrie 1986
- Megalex, Fred Beltran et Alejandro Jodorowsky, ed. les Humanoïdes Associés, 1999
- Mémoires d'outre-espace, Enki Bilal, ed. les Humanoïdes Associés, 1983
- Les Mémoires mortes, Denis Bajram, Lionel Chouin, ed. les Humanoïdes Associés, 2000-
- Metabarons, Alejandro Jodorowsky, ed. les Humanoïdes Associés, 1992-2003
- Le Monde d'Edena, 5 volume, Moebius, ed. Casterman, 1990-2001
- Le Monde du Garage hermétique, 5 volume, Moebius, Lofficier, Shanower, Bingham, ed. les Humanoïdes Associés, 1990-1992
- Le monstre, 4 volume (Le Sommeil du monstre, 32 décembre, Rendez-vous à Paris, Quatre ?), Enki Bilal, ed. les Humanoïdes Associés, 2003-2007

## N
- Nausicaä de la vallée du vent (Hayao Miyazaki)
- Le Neuvième Jour du Diable, Didier Convard, ed. Lombard, 1986
- La trilogie Nikopol, 3 volume (La Foire aux immortels, La Femme piège, Froid Équateur), Enki Bilal, ed. les Humanoïdes Associés, 1980-1992

## O
- Ogre, Richard Corben, ed. les Humanoïdes Associés, 1984
- Orbital, Sylvain Runberg și Serge Pellé, ed. Dupuis, 2006
- Outland (adaptatare oficială a filmului de Peter Hyams), Jim Steranko, ed. les Humanoïdes Associés, 1981

## P

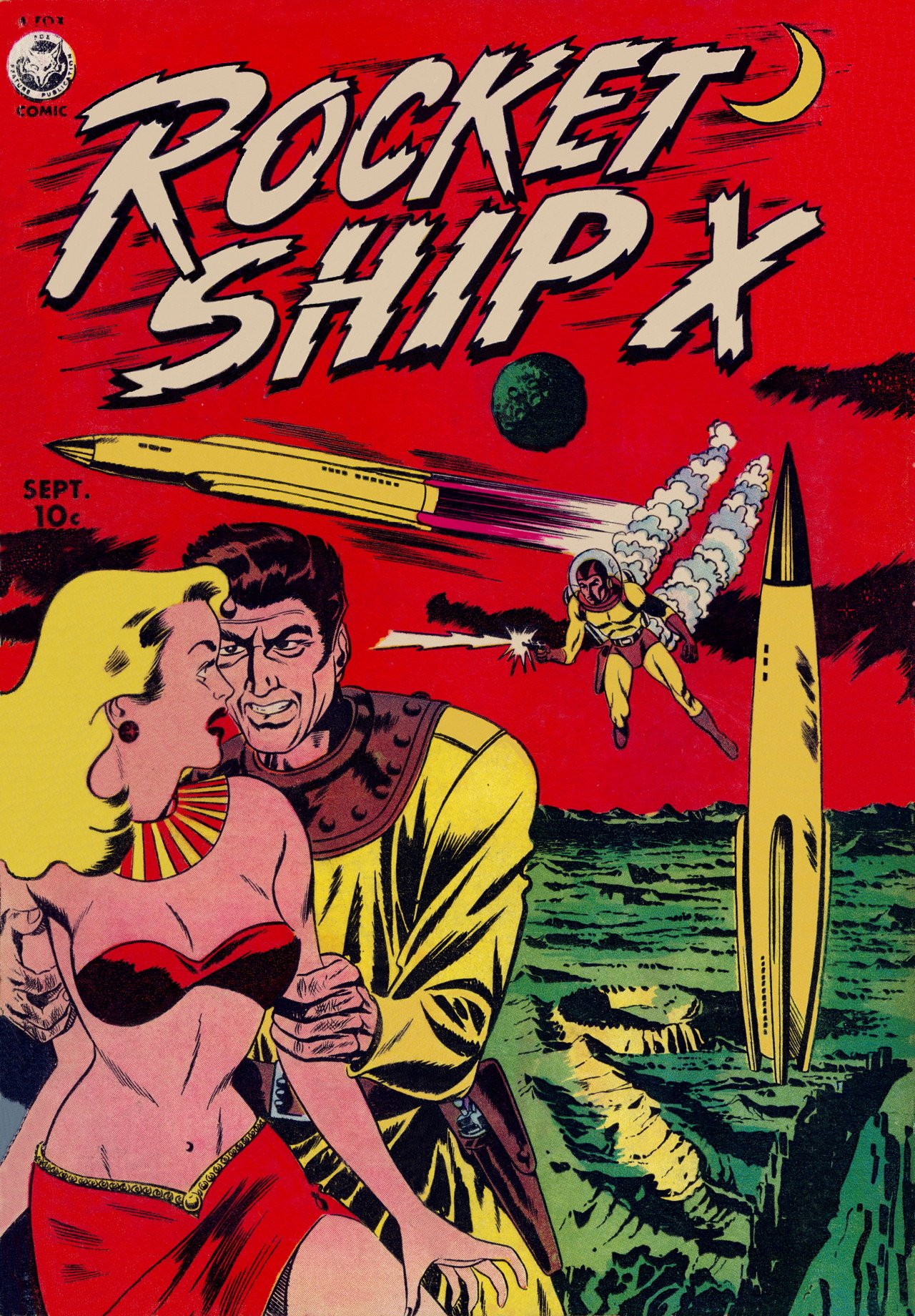

- Les Petits Hommes, Pierre Seron și Mittéï, ed. Dupuis
- Photonik
- Planètes, 4 volume, Makoto Yukimura, ed. Génération Comics
- Prophet, de Mathieu Lauffray, 3 volume, ed. Les Humanoïdes Associés

## R

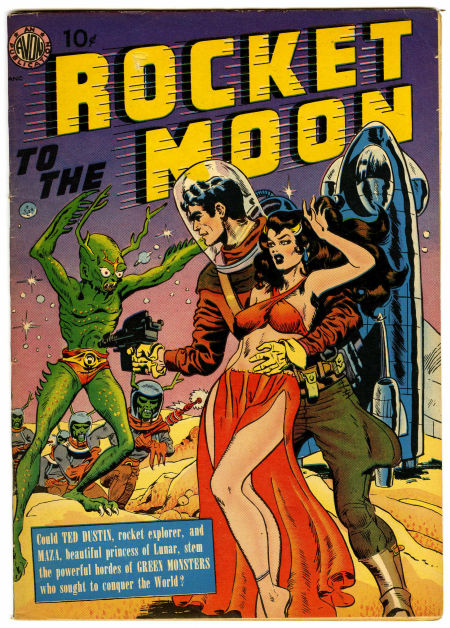

- Rogers, Buck
- Robur
- Rocket to the Moon
- Rocket Ship X

## S

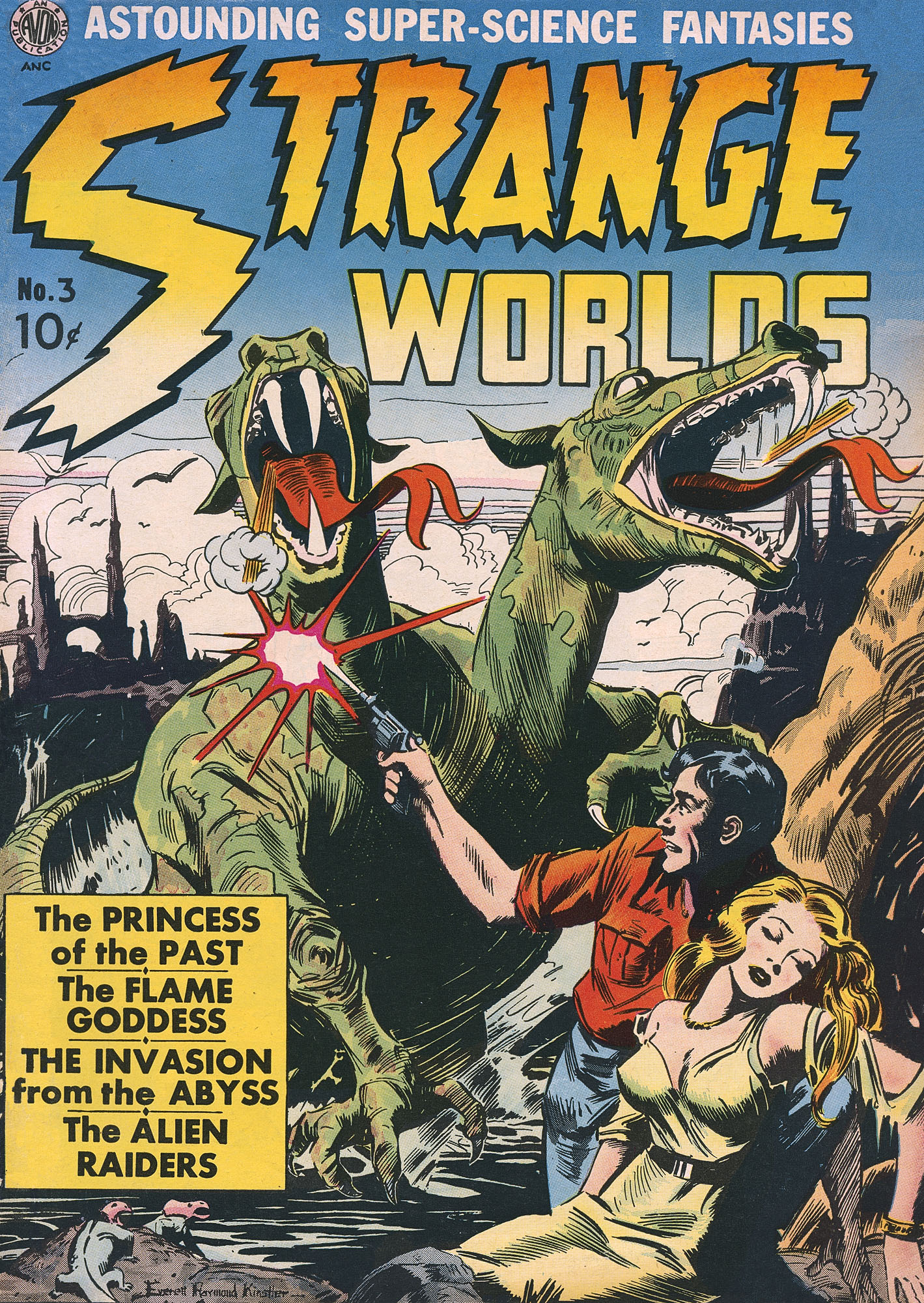

- Le Scrameustache de Gos cu participarea lui Walt la volumul 17 și 30
- Sha, 3 volume, Pat Mills și Olivier Ledroit, ed Soleil, 1996-1998
- Le silence de la terre,  ed. les Humanoïdes Associés, Transgénèse, ciclul 3
- Sillage, Morvan și Buchet, ed Delcourt
- Sky-Doll de Alessandro Barbucci și Barbara Canepa
- Space Adventures
- Spirou et Fantasio
- le Surfer d'Argent, ed. Marvel Comics
- Strange Worlds, ed. Astounding Super-Science Fantasies
- SOS bonheur, Griffo și Jean van Hamme, ed. Lombard

## T
- Technopriests, Alejandro Jodorowsky, Zoran Janjetov și Fred Beltran, ed. Les Humanoïdes Associés
- Teenage Mutant Ninja Turtles, Kevin Eastman și Peter Laird
- Travis, Fred Duval și Christophe Quet, ed. Delcourt

## U
- Universal war one (UW1), Denis Bajram, ed. Soleil, 1998-

## V
- V pour Vendetta, Alan Moore și David Lloyd
- Le Vagabond des Limbes, Christian Godard și Julio Ribera, ed. Dargaud
- Valérian et Laureline (Valérian agent spatio-temporel), Jean-Claude Mézières, Pierre Christin și Évelyne Tranlé, Pilote 1967-1985, Super Pilote Pocket 1969-1970, ed. Dargaud, 1970-
- Venezzia, Noë Monin și Laurent Koffel, ed. Carabas, 2006.
- Les Vengeurs, ed. Marvel Comics

## W

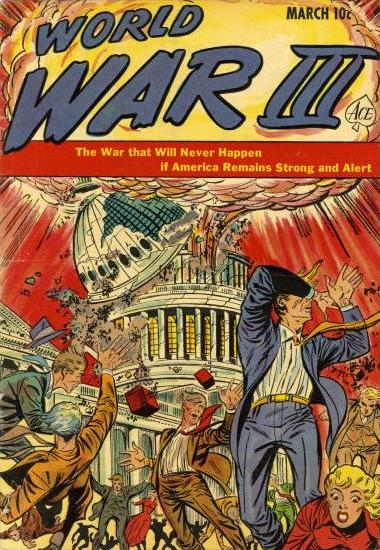

- World War III
- Watchmen — Supraveghetorii, 6 volume, Alan Moore, Dave Gibson, ed. DC Comics (Zenda în Franța), 1986-1987
- WildC.A.T.S.

## X
- XG-C3, le vaisseau rebelle, William Vance, ed. Gibraltar, 1995
- Les X-Men, ed. Marvel Comics

## Y
- Yoko Tsuno, de Roger Leloup, 1972-

## Z
- Les zombies qui ont mangé le monde, de Guy Davis și Jerry Frissen, 2004-